# Керес (сельское поселение)
Керес — административно-территориальная единица (административная территория село с подчинённой ему территорией) и муниципальное образование (сельское поселение с полным официальным наименованием муниципальное образование сельского поселения «Керес») в составе муниципального района Корткеросского в Республике Коми Российской Федерации.
Административный центр — село Керес.

## История
Статус и границы административной территории установлены Законом Республики Коми от 6 марта 2006 года № 13-РЗ «Об административно-территориальном устройстве Республики Коми».
Статус и границы сельского поселения установлены Законом Республики Коми от 5 марта 2005 года № 11-РЗ «О территориальной организации местного самоуправления в Республике Коми».

## Население
| 2010 | 2011 | 2012 | 2013 | 2014 | 2015 | 2016 |
| ---- | ---- | ---- | ---- | ---- | ---- | ---- |
| 750  | ↘745 | ↘719 | ↘683 | ↘661 | ↘641 | ↗643 |
| 2017 | 2018 | 2019 | 2020 | 2021 |      |      |
| ↘629 | ↘587 | ↘554 | ↗556 | ↘507 |      |      |

## Состав
Состав административной территории и сельского поселения:
| № | Населённый пункт | Тип населённого пункта       | Население |
| - | ---------------- | ---------------------------- | --------- |
| 1 | Керес            | село, административный центр | 319       |
| 2 | Лаборем          | деревня                      | 93        |
| 3 | Уръёль           | посёлок                      | 264       |
| 4 | Эжол             | деревня                      | 74        |